# Moretti
Moretti – włoskie przedsiębiorstwo branży motoryzacyjnej, założone w 1926 roku.

## Historia
W 1926 roku Giovanni Moretti założył warsztat mechaniczny, który z czasem przekształcił się w firmę zajmująca się przeróbkami samochodów. Na początku lat 70. XX wieku jego roczna produkcja osiągnęła 5000 pojazdów.